# Nico Dostal
Nikolaus Josef Michael Dostal, avstrijski skladatelj, * 27. november 1895, Korneuburg, Avstrija, † 27. oktober 1981, Salzburg, Avstrija.

## Življenje
Študiral je pravo, glasbo pa v Klosterneuburgu na Akademiji za cerkveno glasbo. Kot kapelnik je deloval v različnih avstrijskih krajih, po letu 1924 je živel v Berlinu. Tam je začel s komponiranjem operet, kasneje pa tudi filmske glasbe. Leta 1942 se je poročil s sopranistko Lillie Claus. Po drugi svetovni vojni se je z družino preselil na Dunaj, nato pa leta 1954 v Salzburg. Njegov sin Roman Dostal je dirigent.

## Operete (izbor)
- Clivia (1933)
- Princesa Nefretete (1936)
- Monika (1937)
- Madžarska poroka (1939)